# Universitat d'Almeria
La Universitat d'Almeria és la universitat pública de la província d'Almeria]. Està situada en la ribera del Mar Mediterrani. Pertany al barri La Canyada de San Urbà. Actualment s'imparteix docència en 36 titulacions, disposa de 818 professors i 12.329 alumnes.
En l'actualitat el seu rector és Pedro Molina García, triat per la comunitat universitària en les eleccions a rector que van tenir lloc el dilluns 26 de març de 2007. Aquestes eleccions van destacar per la notable participació dels estudiants.